# Samir Nassar
Samir Nassar (* 5. Juli 1950 in Nebay, Libanon) ist maronitischer Erzbischof der Erzeparchie Damaskus.

## Leben
Samir Nassar empfing am 17. August 1980 das Sakrament der Priesterweihe für die Erzeparchie Damaskus.
Am 10. Juni 2006 wählte ihn die Bischofssynode der maronitischen Bischöfe zum Erzbischof der Erzeparchie Damaskus. Papst Benedikt XVI. stimmte seiner Wahl zum Erzbischof der Erzeparchie Damaskus am 14. Oktober 2006 zu. Der Maronitische Patriarch von Antiochien und des ganzen Orients, Nasrallah Boutros Kardinal Sfeir, spendete ihm am 26. November desselben Jahres die Bischofsweihe; Mitkonsekratoren waren der Erzbischof der Erzeparchie Beirut, Paul Youssef Matar, und der emeritierte Bischof der Eparchie Nossa Senhora do Líbano em São Paulo, Joseph Mahfouz OLM.
Zum Weihnachtsfest 2017 richtete Nassar über missio Aachen unter dem Titel "Die Unerwünschten" einen dringenden Appell an die westliche Gemeinschaft zur Hilfe für syrische Flüchtlinge.